# Rhagonycha rassouli
Rhagonycha rassouli es una especie de coleóptero de la familia Cantharidae.

## Distribución geográfica
Habita en Irak.